# 待田京介
待田 京介（まちだ きょうすけ、1936年6月22日 - ）は、日本の俳優、空手指導家。千葉県館山市出身。

## 来歴・人物
都立大泉高校卒業後、さまざまな職業に就くが俳優を志し、「俳優座養成所」「東宝芸能」を経て1958年（昭和33年）に日活へ入社する。1956年の映画『ドラムと恋と夢』では脚本を担当した。同年、井上梅次監督により『素晴らしき男性』で石原裕次郎の弟役にキャスティングされてデビュー。続いて小杉勇監督の『船方さんよ』の主役に起用された。小林旭、川地民夫らと共に売り出され、多くの作品に主演する。1959年（昭和34年）『らぶれたあ』に主演した。1961年に日活を退社してフリーランスへ。
テレビドラマでは、1961年（昭和36年）7月17日より3年間にわたって放送された『月曜日の男』（月曜日夜9時半から10時まで、TBS系列で放送）に主演しブレイク。1962年（昭和37年）からは東映のギャング映画や任侠映画を中心に準主演格で活躍した。大映や日活でも準主演格で登場し、数多くの映画に出演。1974年（昭和49年）にはハリウッド作品の『ザ・ヤクザ』でも印象的な役で出演している。その一方、多くの作品で悪役・敵役も演じている。
50歳の頃に俳優を引退し、奄美大島に居を構えたが、2000年代になってまれにビデオ映画に特別出演することがあったが、以降は俳優としての活動を完全に停止している。

## 極真空手との関わり
昭和24年4月1日、館山に住んでいた大山倍達に親が頼み込んで弟子入りした。それまで、弟子を取らなかった大山にとって一番弟子であった。館山で大山に稽古をつけられる。中学を卒業すると大山が東京に移るのを追いかけるようにして東京へ行き、池袋の大山道場で稽古に励む。後に大山道場は極真会館と名前を変え世界有数の空手団体となっていく。大山に関するエピソードとして、正座した状態から直接ジャンプする修行を受けたことを極真会館の番組の座談会で披露して、同席した平岡正明（評論家・極真有段者）を驚かせたこともある。極真空手の映画を作るため大山から映画のプロデュースを頼まれたこともあるが、辞退している。
国際空手道連盟・極真会館松井派総本部・特別相談役。

## 出演

### 映画
- 素晴しき男性（1958年、日活）
- 羽田発7時50分（1958年、日活） - 記録員
- 船方さんよ（1958年、日活） - 小野庄吉（主演）
- これが最後だ（1958年、日活） - 深井慎二（主演）
- 続夫婦百景（1958年、日活） - 大野木修
- 東京午前三時（1958年、日活） - 槙隆次（主演）
- 忘れ得ぬ人（第一部）（第二部）（1958年、日活） - 南原浩（主演）
- JA750号機行方不明（1959年、日活） - 長谷
- 事件記者 影なき男（1959年、日活）
- らぶれたあ（1959年、日活） - 村上隆次/村上正男（主演）
- 拳銃0号（1959年、日活） - 関口
- 若い豹のむれ（1959年、日活） - 大須賀泰三
- かわいい女（1959年、日活） - 田上宗満
- おヤエのもぐり医者（1959年、日活） - 若林
- 素っ飛び小僧（1960年、日活） - ビリイ本田
- 邪魔者は消せ （1960年、日活）
- 幌馬車は行く（1960年）
- 海の情事に賭けろ（1960年）
- 刑事物語 東京の迷路（1960年、日活） - 佐藤保郎
- 傷だらけの掟（1960年、日活） - 林
- トップ屋取材帖 影のない妖婦（1960年、日活） - 西村
- 刑事物語 灰色の暴走（1960年、日活） - 富永
- 靜かな脱獄者（1960年、日活） - 直介
- 俺は銀座の騎兵隊（1960年、日活） - サダ
- 爆破命令（1960年、日活） - 島村
- 一匹狼（1960年、日活） - 戸倉
- 街から街へつむじ風（1961年、日活)
- 大海原を行く渡り鳥（1961年、日活） - サブ
- 街から街へつむじ風（1961年、日活） - トリオＡ
- ろくでなし稼業（1961年、日活） - 政夫
- でかんしょ風来坊（1961年、日活） - 吊るし上げられる若い男
- 早射ち野郎（1961年、日活） - 佐東
- 闇に流れる口笛（1961年、日活） - 鉄
- 助っ人稼業（1961年、日活） - テツ
- ひばりの佐渡情話（1962年、東映）
- 暗黒街の顔役 十一人のギャング（1963年、東映） - 葉室
- 下町の太陽（1963年、松竹） - 金子
- 昭和侠客伝（1963年、東映） - 譲次
- 東京ギャング対香港ギャング（1964年） - 江崎
- 暗黒街大通り（1964年、東映） - 忍健三
- 御金蔵破り（1964年、東映） - 紋太
- くノ一忍法（1964年、東映）
- 黒の切り札（1964年、大映）
- 網走番外地（1965年、東映） - 夏目
- 日本侠客伝 関東篇（1965年、東映） - 東吉
- 網走番外地 望郷篇（1965年、東映） - 彰
- ザ・ガードマン 東京用心棒（1965年、大映） - 宗方啓介
- ウナ・セラ・ディ東京（1965年、松竹） - 堀川隆
- 顔役（1965年、東映） - 染谷勇
- あばずれ（1966年、東映）- 梅村哲次
- 日本ゼロ地帯 夜を狙え（1966年、松竹） - 宍戸
- 兄弟仁義（1966年、東映） - 黒江元三
- 網走番外地 荒野の対決（1966年、東映） - 返町
- 陸軍中野学校（1966年、大映） - 前田大尉
- 恋と涙の太陽（1966年、松竹） - 城山元
- 博徒七人（1966年、東映） - めくらの勝
- お尋ね者七人（1966年、東映）- めくらの勝
- 893愚連隊（1966年、東映） - 横田
- シンガポールの夜は更けて（1967年、松竹） - 村山研次
- 続・組織暴力 （1967年、東映）
- 解散式（1967年、東映） - 久保
- 博奕打ち 一匹竜（1967年、東映） - 立花清
- 日本暗黒史 血の抗争（1967年、東映） - 流れ星
- 女賭場荒し（1967年、大映）
- 海のGメン 太平洋の用心棒（1967年、大映）
- 人間魚雷 あゝ回天特別攻撃隊（1968年、東映） - 菅沼副官
- 無頼より 大幹部（1968年、日活） - 杉山勝彦
- 極道（1968年、東映） - 栗原修
- 帰ってきた極道（1968年、東映） - 修
- 座頭市果し状（1968年、大映） - 小鹿野弦八郎
- 裏切りの暗黒街（1968年、東映） - 小池貞夫
- 緋牡丹博徒（1968年、東映） - 不死身の富士松
- 日本侠客伝 絶縁状（1968年、東映） - 根本
- 現代やくざ 与太者の掟（1969年、東映） - 福地鉄男
- 昭和残侠伝 唐獅子仁義（1969年、東映） - 岩波藤吉
- 懲役三兄弟（1969年、東映） - 団七
- 組織暴力 兄弟盃（1969年、東映） - 津ヶ谷
- 女親分 喧嘩渡世（1969年、東映） - 榊雄一郎
- 関東テキヤ一家（1969年、東映） - 引地鉄男
- 緋牡丹博徒 花札勝負（1969年、東映） - 不死身の富士松
- 日本暗殺秘録（1969年、東映） - 栗原安秀
- 緋牡丹博徒 鉄火場列伝（1969年、東映） - 江口幸平
- 血染の代紋（1970年、東映） - 風間努
- 任侠興亡史 組長と代貸（1970年、東映）
- 日本暴力団 組長くずれ（1970年、東映）
- 夜遊びの帝王（1970年、東映）
- 不良番長 出たとこ勝負（1970年、東映） - 峰照男
- 最後の特攻隊（1970年、東映） - 杉田少尉
- 極悪坊主 飲む打つ買う（1971年、東映） - 輪島竜太郎
- 暴力団再武装（1971年、東映） - 三好五郎
- 傷だらけの人生（1971年、東映） - 羽佐間五郎
- 不良番長 手八丁口八丁（1971年、東映） - 北原栄次
- 緋牡丹博徒 お命戴きます（1971年、東映） - 常五郎
- 現代やくざ 人斬り与太（1972年、東映） - 郡司猛夫
- 日本暴力団 殺しの盃（1972年、東映）
- 男の代紋（1972年、東映） - 荒武勇吉
- まむしの兄弟 傷害恐喝十八犯（1972年、東映） - 山崎
- 木枯し紋次郎 関わりござんせん（1972年、東映） - 三ッ木の文蔵
- 昭和残侠伝 破れ傘（1972年、東映）
- 緋牡丹博徒 仁義通します（1972年、東映） - 松川長次郎
- 関東緋桜一家（1972年、東映） - 銀次
- まむしの兄弟 刑務所暮し四年半（1973年、東映） - 村井
- 実録 私設銀座警察（1973年、東映） - 中根譲
- 山口組三代目（1973年、東映） - 西田幸一
- 三代目襲名（1974年、東映） - 吉川勇次
- あゝ決戦航空隊（1974年、東映） - 佐多大佐
- 実録飛車角 狼どもの仁義（1974年、東映） - ぽっかりの春
- The Yakuza（1974年、ワーナー・ブラザース） - 加藤次郎
- 日本任侠道 激突篇（1975年、東映） - 新堀左吉
- ウルフガイ 燃えろ狼男（1975年、東映） - 加藤
- 忍術 猿飛佐助（1976年、松竹） - 千田六右衛門
- 日本の仁義（1977年、東映） - 一色刑事
- やくざ戦争 日本の首領（1977年、東映） - 三鷹厚司
- 日本の首領 完結篇（1978年、東映） - 新藤徳太郎
- 黄金の犬（1979年、松竹） - 後藤俊介
- 蘇える金狼（1979年、東映） - 国友
- 未完の対局（1982年、東宝） - 黒田参謀
- 制覇（1982年、東映） - 関根真佐人
- 修羅の群れ（1984年、東映） - 林俊一郎
- 最後の博徒（1985年、東映） - 友田久志
- ミスター・ベースボール（1993年、ユニバーサル・スタジオ）

など

### テレビドラマ
- 月曜日の男（1961年 - 1964年、TBS） - JJ（持等院丈太郎）
- ミステリーベスト21 第9回「結婚って何さ」（1962年、NET / 東映）
- 三匹の侍（CX）
  - 第3シリーズ 第23話「流れ椿」（1966年）
  - 第6シリーズ 第6話「地獄を見た」（1968年） - 吾妻左内（秋月佐八郎）
- ザ・ガードマン 第108話「ガードマン奇襲作戦」（1967年、TBS / 大映テレビ室）
- 銭形平次（CX / 東映）
  - 第58話「あじさいの花」（1967年） - 直次郎
  - 第110話「紅い扱帯」（1968年） - 石巻陣内
- ブラザー劇場 / 新吾十番勝負（1967年、TBS / 松竹テレビ室）第34話「地獄の剣光」- 海老名一記
- プレイガール （12ch / 東映） 
  - プレイガール
    - 第9話「女は潜って勝負する」（1969年）  - 柏木一郎
    - 第245話「島育ちはだか仁義」（1973年） - 滝大介

  - プレイガールQ 第21話「ミステリー桜島に消えた男」（1975年） - 勝村
- 忍法かげろう斬り 第23話「復讐の女豹」（1972年、KTV / 東映） - 今戸弥七
- 長谷川伸シリーズ 第21話「獄門お蝶」（1973年、NET / 東映） - 松三郎
- 水戸黄門（TBS / C.A.L）
  - 第4部 第23話「泥棒にされた黄門さま -一ノ関-」（1973年6月25日） - 伊東空斉
  - 第7部 第7話「帰つて来た南部駒 -八戸-」（1976年7月5日） - 赤岩十蔵
  - 第8部 第10話「命賭ける時 -名古屋-」（1977年9月19日） - 奥田源五
  - 第9部 第19話「仇討ち笹りんどう -中津川-」（1978年12月11日） - 早坂伝三郎
  - 第10部
    - 第14話「鬼が盗んだ運上金 -草津-」（1979年11月12日） - 武藤喜平次
    - 第26話「日本晴れ‼水戸街道 -水戸-」（1980年2月11日） - 笠井十次郎

  - 第12部 第16話「瀬戸の夕映え花嫁 -広島-」（1981年12月14日） - 金輪島の源八
- いただき勘兵衛 旅を行く 第6話「錆びた十手が泣いたとさ」（1973年、NET / 東映） - 銀造
- 荒野の用心棒 第32話「肌色の影は過去を秘めて…」（1973年、NET / 三船プロ） - 谷弥九郎
- 荒野の素浪人 第2シリーズ 第4話「無頼の掟」（1974年、NET / 三船プロ） - 政吉
- 非情のライセンス 第2シリーズ 第55話「兇悪の花道」（1975年、NET / 東映） - 佐伯
- 破れ傘刀舟 悪人狩り 第52話「大江戸火焔太鼓」（1975年、NET / 三船プロ） - 新門辰五郎
- 大江戸捜査網（12ch / 三船プロ）
  - 第219話「渡世人 命の捨て場」（1975年） - 疾風の芳三郎
  - 第265話「殺し屋と少年」（1976年） - 左門
  - 第408話「御前試合が暴く謎の金脈」（1979年） - 坂本新之助
  - 第522話「錠前師の哀歌」（1981年） - 風間重四郎
  - 第539話「女郎花流転・禁断の白い罠」（1982年） - 本郷要之進
- 大非常線 第5話「脱獄の唄」（1976年、NET / 東映） - 土井修三
- 同心部屋御用帳 江戸の旋風II 第11話「古い傷あと」（1976年、CX / 東宝）
- 桃太郎侍（NTV / 東映）
  - 第18話「材木河岸に消えた影」（1977年） - 二階堂伊賀守
  - 第68話「浮かれ女も恋をする」（1978年） - 戸倉肥後守
  - 第117話「男も惚れる千両役者」（1979年） - 柴田主膳
  - 第138話「血槍武士道」（1979年） - 宇津木又三郎
- 江戸を斬るII 第9話「初春・喧嘩纏」（1976年、TBS / C.A.L） - 寅吾郎
- 江戸を斬るIII 第8話「盗まれた入牢証文」（1977年、TBS / C.A.L） - 助八
- 人形佐七捕物帳 第33話「泥棒市が結ぶ恋」（1977年、ANB / 東映） - 嘉兵衛
- 新・座頭市（CX / 勝プロ）
  - 第2シリーズ 第5話「歌声が市を斬った」（1978年） - 浪人
  - 第3シリーズ 第16話「迎え火 送り火 灯篭流し」（1979年） - 源治
- 江戸の渦潮 第9話「日陰の花に朝が来た」（1978年、CX / 東宝）
- 大追跡 第14話「大逆転」（1978年、NTV / 東宝） - 高木
- ザ・スーパーガール 第1話「7人のセクシーギャルが今“激的に”」（1979年、12ch / 東映）
- 西部警察（ANB / 石原プロ） - 宮田警視正
  - 第5話「爆殺5秒前」（1979年）
  - 第12話「ビッグバッド・ママ」（1979年）
- 駆け込みビル7号室 第6話「暴力団のドン! インベーダーに誘拐さる」（1979年、CX / 三船プロ）
- 獅子の時代（1980年、NHK） - 上田大警部
- 悪党狩り (1980年 - 1981年、12ch / 松竹 / 藤映像コーポレーション） - 岡半兵衛
- 土曜ワイド劇場 / 魅せられた美女 江戸川乱歩の「十字路」（1980年、ANB / 松竹） - 伊勢省吾
- 暴れん坊将軍（ANB/東映）
  - 吉宗評判記 暴れん坊将軍
    - 第97話「おっ母ぁなんか要らねえや!」（1980年） - 新田左近
    - 第155話「将軍の花嫁なんていや!」（1981年） - 山根玄蕃頭
    - 第189話「鬼を哭かせた母ごころ」（1981年） - 藤井将監

  - 暴れん坊将軍II
    - 第24話「おふう恋燈籠」（1983年） - 佐倉右京亮
    - 第80話「黒髪の刺客 吉宗を狙え!」（1984年） - 倉賀将監
- 警視庁殺人課（ANB / 東映）
  - 第4話「奴が愛した越路吹雪」（1981年） - 黒田理事長
  - 第18話「ハイウェイ殺人事件・死の運び屋」（1981年） - 黒崎社長
- 闇を斬れ 第16話「隠密犬・危機一髪!」（1981年、KTV / 松竹） - 椎名蔵人
- 傑作推理劇場 / ガラスの階段（1981年、ANB）
- 時代劇スペシャル（CX）
  - 新・御金蔵破り（1982年、東映） - 陣馬
  - 十六文からす堂 江戸占い謎を斬る（1982年、三船プロ） - 泉州屋勘兵衛
  - 御用船炎上（1982年、三船プロ） - 大黒屋五兵衛
- 立花登・青春手控え 第5話「花一輪」（1982年、NHK）
- 西部警察 PART-II 第3話「生命ある限り」（1982年、ANB / 石原プロ） - 河田
- 暁に斬る! 第8話「ふんどし異聞」（1982年、KTV）
- 大岡越前 第6部 第25話「見えぬ目の目撃者」（1982年8月23日、TBS / C.A.L） - 酒井伍介
- 沖田総司 華麗なる暗殺者（1982年、フジテレビ） - 芹沢鴨 役
- 遠山の金さん（ANB / 東映）　※高橋英樹版
  - 第1シリーズ 第70話「悪女の陰謀・死体だけが知っている!」（1983年）
  - 第1シリーズ 第84話「悪徳のいけにえにされた美人画の女!」（1984年）
- 恋人よ、われに帰れ（1983年）
- 宮本武蔵（1984年、NHK） - 奈良井大蔵
- 流れ星佐吉 第25話「川がつけた大決着」（1984年、KTV / 松竹）
- 真田太平記（1985年、NHK） - 伴長信

など

### 舞台
- 鳴門秘帖 (1979年)

### バラエティー・ワイドショー番組
- 小川宏ショー（フジテレビ系）
- アップダウンクイズ（MBS・NET〈現・テレビ朝日〉系）
- おはようワイド・土曜の朝に（ABC・テレビ朝日系）

### オリジナルビデオ
- 修羅の群れ 第3部 完結編 大抗争列島!!（2002年、GPミュージアム） - 草山一家総長 草山武明
- 鉄(くろがね) 極道・高山登久太郎の軌跡（2004年、GPミュージアム） - 長島連合会会長 田越由一(→三代目大津会総裁) ※友情出演

## ディスコグラフィ

### シングル
| 発売日             | 面                 | タイトル           | 作詞               | 作曲               | 編曲               | 規格品番           |
| ポリドールレコード | ポリドールレコード | ポリドールレコード | ポリドールレコード | ポリドールレコード | ポリドールレコード | ポリドールレコード |
| ------------------ | ------------------ | ------------------ | ------------------ | ------------------ | ------------------ | ------------------ |
| 1969年             | A                  | 男、新宿番外地     | 東次郎             | 山田良夫           | 山田良夫           | DR-1472            |
| 1969年             | B                  | レイコの雨         | 東次郎             | 山田良夫           | 山田良夫           | DR-1472            |
| 1970年             | A                  | 五番街のブルース   | 水木かおる         | 山田良夫           | 山田良夫           | DR-1546            |
| 1970年             | B                  | さすらい者         | 水木かおる         | 山田良夫           | 山田良夫           | DR-1546            |